# Cantó de Sabres
El cantó de Sabres és un cantó francès del departament de les Landes, situat al districte de Mont de Marsan. Té 8 municipis i el cap és Sabres.

## Municipis
- Comensac
- Escorce
- La Bohèira
- Lua
- Luc Long
- Sabres
- Solferino
- Trensac

## Història
| Data d'elecció                           | Identitat           | Partit | Qualitat |
| ---------------------------------------- | ------------------- | ------ | -------- |
| 1976-2001                                | Jean Salinas        | PS     |          |
| 2001-                                    | Jean-Louis Pédeuboy | PS     |          |
| les dades anteriors no són pas conegudes |                     |        |          |
|                                          |                     |        |          |

## Demografia
| 1962  | 1968  | 1975  | 1982  | 1990  | 1999  | 2006  |
| ----- | ----- | ----- | ----- | ----- | ----- | ----- |
| 5.329 | 5.898 | 5.905 | 6.052 | 6.189 | 5.918 | 6.138 |